# Саїманга
Саїманга (Anthreptes) — рід горобцеподібних птахів родини нектаркових (Nectariniidae). Представники цього роду мешкають в Субсахарській Африці та Південно-Східній Азії.

## Види
Виділяють п'ятнадцять видів:
- Саїманга синьогорла (Anthreptes reichenowi)
- Саїманга червоногруда (Anthreptes anchietae)
- Саїманга однобарвна (Anthreptes simplex)
- Саїманга жовточерева (Anthreptes malacensis)
- Саїманга сірогорла (Anthreptes griseigularis)
- Саїманга червоногорла (Anthreptes rhodolaemus)
- Саїманга сіра (Anthreptes gabonicus)
- Саїманга фіолетова (Anthreptes longuemarei)
- Саїманга пурпурова (Anthreptes orientalis)
- Саїманга улугуруйська (Anthreptes neglectus)
- Саїманга рудобока (Anthreptes aurantius)
- Саїманга мала (Anthreptes seimundi)
- Саїманга зелена (Anthreptes rectirostris)[4]
- Anthreptes tephrolaemus[4][5]
- Саїманга червоносмуга (Anthreptes rubritorques)

## Етимологія
Наукова назва роду Anthreptes походить від сполучення слів дав.-гр. ανθος — квітка і θρεπτης — годувальник.